# 杏叶茴芹
杏叶茴芹（学名：Pimpinella candolleana）是伞形科茴芹属的植物。分布于印度以及中国大陆的四川、云南、广西等地，生长于海拔1,350米至3,500米的地区，多生长在灌丛中、沟边、路旁、草坡上及林下，目前尚未由人工引种栽培。

## 别名
杏叶防风（滇南本草）